# Emma Thomas
Emma Thomas (født 9. december 1971) er en britisk filmproducent. Hun har produceret alle spillefilm instrueret af hendes mand Christopher Nolan. Filmene har indtjent mere end 6 milliarder dollars på verdensplan og betragtes som nogle af de største film i deres respektive årtier.
Hun modtog en Oscar, BAFTA, Critics' Choice og Golden Globe for bedste film for at producere Nolans biografiske thriller Oppenheimer (2023), og blev den første britiske kvinde til at vinde en Oscar for bedste film.

## Eksterne links
- Emma Thomas på Internet Movie Database (engelsk)
- Emma Thomas på Filmdatabasen
- Emma Thomas på Scope
- Emma Thomas på Svensk Filmdatabas (svensk)
- Emma Thomas på AlloCiné (fransk)
- Emma Thomas på AllMovie (engelsk)
- Emma Thomas på The Movie Database (engelsk)